# Can Marroig
Can Marroig és una finca de Formentera amb una extensió aproximada d'un milió i mig de metres quadrats. La seua història moderna va començar cap a la darreria del segle xix i s'encavallà amb el tombant de segle i al llarg de la primera meitat del segle xx. La finca va ser adquirida pel mallorquí Antoni Marroig Bonet i a banda de portar-hi a terme importantíssims sistemes de regadiu que feren de la finca una finca capdavantera pel que fa a tecnologia agrícola i recursos, també s'hi va crear als primers anys de la dècada de 1930 una granja i un agroturisme: l'hotel IFA. La família dels Marroig també es van fer amb una part important de les salines de Formentera i amb algunes terres a l'interior de l'illa. Bona part dels negocis de la família Marroig, en especial l'agroturisme, es van veure truncats per l'esclat de la guerra civil i van acabar abandonant l'illa i van vendre les seues propietats.
Després de passar per diverses mans, la hisenda finalment va ser adquirida amb fons de la Unió Europea en el marc del projecte Life per a la preservació del virot (Puffinus puffinus mauretanicus). Actualment forma part del Parc Natural de ses Salines d'Eivissa i Formentera.